# 東犬山駅
東犬山駅（ひがしいぬやまえき）は、かつて愛知県犬山市に存在した名古屋鉄道大曽根線（現:小牧線）・広見線の駅（廃駅）である。

## 歴史
1931年に大曽根線の新小牧駅（現在の小牧駅） - 犬山駅間が開通した際に乗換駅として開業し、1946年に広見線の起点が犬山口駅から犬山駅に変更され、犬山口駅-富岡前駅間が廃止された際に当駅も廃止された。
- 1931年（昭和6年）4月29日：開業
- 1946年（昭和21年）3月1日：廃止

## 駅構造
大曽根線と広見線はいずれも地上線であり、当駅で平面交差していた。
|                                                                                                | 犬山口駅・犬山駅・東犬山駅 配線略図（1943年） |
| 凡例 出典:停車場配線略図 昭和18年4月1日調査 東犬山駅のホームは略図に記載されておらず詳細不明。 |                                               |

## 隣の駅
※営業時
名古屋鉄道
大曽根線
羽黒駅 - （五郎丸駅 1944年（昭和19年）休止） - 東犬山駅 - 犬山駅
広見線
犬山口駅 - 東犬山駅 - 富岡前駅